# Next Goal Wins
Next Goal Wins es un documental británico de 2014, dirigido por Mike Brett y Steve Jamison. La película detalla la campaña de la selección de fútbol de Samoa Americana en la clasificación para la Copa de las Naciones de la OFC 2012, disputado en 2011 en Samoa, en donde el elenco obtuvo su primera victoria en 28 años.

## Sinopsis
En 2001, la selección samoamericana, con un equipo diezmado por problemas con el traslado de los jugadores, perdió 31:0 con Australia en un partido válido por las eliminatorias de Oceanía al Copa Mundial de 2002. El resultado es el más abultado en la historia del fútbol internacional, donde además el australiano Archie Thompson rompió el récord de más goles marcados por un solo jugador en un mismo partido. En el contexto de esto, la selección de Samoa Americana había perdido cada partido que disputó desde 1994 hasta 2011.
Fue así que la Federación de Fútbol de Samoa Americana contrató al neerlandés Thomas Rongen de cara a la clasificación para la Copa de las Naciones de la OFC 2012, torneo a jugarse en Samoa entre el 22 y el 26 de noviembre de 2011. Allí, el equipo samoamericano finalmente derrotó a Tonga por 2:1, mientras que estuvo a punto de clasificar al torneo continental oceánico pero al caer con Samoa 1:0 en el partido final, quedó eliminada.

## Estreno
La película tuvo su estreno en Festival de cine de Tribeca el 19 de abril de 2014. Fue estrenada el Reino Unido el 9 de mayo.